# Стефан Държислав
Стефан Държислав (на хърватски: Stjepan Držislav) е хърватски крал от рода Търпимировичи управлявал страната от 969 г. до смъртта си през 997 г.. Това е едно от най-дългите царувания на хърватски владетел – близо три десетилетия.

## Управление
Стефан Държислав е син на крал Михайло Крешимир II и неговата съпруга Елена Задарска. След смъртта на баща му от името на малолетния нов крал управлява майка му кралица Елена до смъртта си на 8 октомври 976 г. След като поема самостоятелно властта през същата година Стефан Държислав се опира на помощта на бан Годемир, който бил на служба още при баща му.
По време на войните на българския цар Самуил и император Василий II Стефан Държислав е съюзник на Византия, срещу което получава контрол над богатите градове по Адриатическото крайбрежие. Той успява да избегне по-сериозни стълкновения с българите, въпреки че Самуил нахлува в 986 г. в централната част на Хърватия и подчинява босненските земи между реките Дрина и Босна. В знак на благодарност за неговата подкрепа срещу Самуил, византийският император изпраща на Стефан Държислав кралски инсигнии и му дава високата почетна титла patricius, запазена за най-близките до императора лица, както и титлата praefectus urbi (префект на градовете на Далмация) предоставяйки му по такъв начин формална власт над тази ромейска тема. Стефан установява столицата си в Биоград на Мору на Адриатическия бряг и там е коронясан от архиепископа на Сплит през 988 г.
Още приживе Стефан Държислав си поделя властта заедно с най-големия си син Светослав Суроня, подготвяйки го за наследник на трона. В една от църквите в Книн датираща от X век са открити надписи върху олтарни камъни, които гласят на латински „CLV DUX HROATOR IN TE PUS D IRZISCLV DUCE MAGNU“ („Светослав, херцог на хърватите по времето на великия херцог Стефан Държислав“). Съхраняват се в Археологическия музей на Сплит.